# Finnischer Fußballpokal 2013
Der Finnische Fußballpokal 2013 (finnisch Suomen Cup 2013) war die 59. Austragung des finnischen Pokalwettbewerbs. Er wurde vom finnischen Fußballverband ausgetragen. Rovaniemen Palloseura gewann das Finale am 28. September 2013 im Sonera Stadium in Helsinki gegen Kuopion Palloseura mit 2:1. Damit gewann Rovaniemi zum zweiten Mal nach 1986 den finnischen Pokal. Kuopio verlor dagegen bereits zum dritten Mal in Folge das Endspiel.

## 1. Runde
| Datum                               |                                  | Ergebnis                    | !Ort                                |                                  |
| 1. Bezirk – Helsinki                | 1. Bezirk – Helsinki             | 1. Bezirk – Helsinki        | 1. Bezirk – Helsinki                | 1. Bezirk – Helsinki             |
| ----------------------------------- | -------------------------------- | --------------------------- | ----------------------------------- | -------------------------------- |
| 12. Januar 2013                     | Herttoniemen Toverit             | 3:1                         | MaKu/FC Myllypuro                   | Töölö PK6 tn                     |
| 6. Januar 2013                      | IF Gnistan/2                     | 3:2 (1:0)                   | Malmin Palloseura/Atletico Akatemia | Tali halli                       |
| 5. Januar 2013                      | PPJ Akatemia                     | 2:1 (0:1)                   | SUMU 2                              | Tali halli                       |
| 5. Januar 2013                      | FC Spede                         | 0:0 n. V. (8:7 i. E.)       | FC Kontu/2                          | Tali halli                       |
| 5. Januar 2013                      | FC Playmates                     | 0:9 (0:3)                   | FC Viikingit 2                      | Tali halli                       |
| 5. Januar 2013                      | HJK Helsinki/Kannelmäki          | 1:4 (0:2)                   | Helsingin Palloseura/2              | Tali halli                       |
| 12. Januar 2013                     | Töölön Vesa                      | 5:0 (1:0)                   | FC HEIV                             | Tali halli                       |
| 5. Januar 2013                      | Töölön Taisto                    | 7:0 (1:0)                   | Helsingin Ponnistus                 | Tali halli                       |
| 5. Januar 2013                      | SUMU                             | 0:5 (0:2)                   | IF Gnistan/Ogeli                    | Tali halli                       |
| 12. Januar 2013                     | Malmin Palloseura/Atletico Malmi | 1:5 (0:3)                   | FC Kontu                            | Tali halli                       |
| 12. Januar 2013                     | Helsingfors IFK/2                | 5:1                         | FC KaKe                             | Tali halli                       |
| 13. Januar 2013                     | SAPA/2                           | 0:3 (0:2)                   | Pajamäen Pallo-Veikot               | Töölö PK6 tn                     |
| 2. Bezirk – Uusimaa                 |                                  |                             |                                     |                                  |
| 3. Februar 2013                     | FC Espoo                         | 5:3 (1:2)                   | Pallokerho-35/VJS Akatemia          | Espoonlahti tn                   |
| 2. Februar 2013                     | IF Sibbo-Vargarna                | 2:0 (1:0)                   | Nopsa                               | Söderkulla tn                    |
| 27. Januar 2013                     | FC LP                            | 0:13                        | SexyPöxyt                           | Laaksonlahti halli               |
| 26. Januar 2013                     | Tuusulan Palloseura              | 2:1                         | Kyrkslätt IF                        | Tuusulan urheilukeskuksen tn.    |
| 1. Februar 2013                     | Apollo                           | 0:1 (0:1)                   | Esbo BK                             | Villa Park                       |
| 14. Januar 2013                     | Nummelan Palloseura              | 4:0 (2:0)                   | Lahen Pojat JS                      | Ratapuisto tn.                   |
| 28. Januar 2013                     | Nurmijärven Jalkapalloseura      | 2:2 n. V. (2:4 i. E.)       | Riihimäen Palloseura                | Kaukkala tn.                     |
| 3. Bezirk – Kaakko                  |                                  |                             |                                     |                                  |
| 26. Januar 2013                     | Valkealan Kajo                   | 2:1 (2:1)                   | Sudet/3                             | Sami Hyypiä Areena, Kuuskankoski |
| 19. Januar 2013                     | Haminan Pallo-Kissat             | 4:0                         | Kultsu FC                           | Sami Hyypiä Areena, Kuuskankoski |
| 20. Januar 2013                     | Popinniemen Ponnistus            | 4:1 (0:0)                   | Karhulan Pojat                      | Ruonelan halli                   |
| 19. Januar 2013                     | Purha/2                          | 1:1 n. V. (1:0) (5:4 i. E.) | PEPO Lappeenranta                   | Sami Hyypiä Areena, Kuuskankoski |
| 4. Bezirk – Tampere                 |                                  |                             |                                     |                                  |
| 28. Januar 2013                     | Valkeakosken Koskenpojat         | 2:2 n. V. (0:1) (7:6 i. E.) | Mäntän Valo                         | Valkeakosken Sahara tn.          |
| 5. Februar 2013                     | Tampere Unitedin kannattajat     | 3:0 (1:0)                   | Ikurin Vire                         | Pirkkahalli                      |
| 1. Februar 2013                     | Jags/1                           | 3:0 w.o.                    | Kristallipalatsi                    | Säästöpankki-areena              |
| 18. Januar 2013                     | Tampereen Peli-Pojat-70          | 1:4                         | Nekalan Pallo                       |                                  |
| 5. Bezirk – Turku & Satakunta       |                                  |                             |                                     |                                  |
| 16. Januar 2013                     | Paimion Haka                     | 0:6 (0:3)                   | VG-62 Naantali                      | KHT, Kaarina                     |
| 19. Januar 2013                     | MynPa                            | 1:1 n. V. (1:0) (5:3 i. E.) | Åbo Club de Fútbol                  | Karvetin tn, Naantali            |
| 2. Februar 2013                     | Nakkilan Nasta                   | 1:2 (0:0)                   | FC Boda                             | UK3, Pori                        |
| 6. Bezirk – Keski-Pohjanmaa & Vaasa |                                  |                             |                                     |                                  |
| 9. Januar 2013                      | Friska Filjor                    | 0:8 (0:1)                   | Jakobstads BK                       | Kipparihalli                     |
| 3. Februar 2013                     | Edsevö BK                        | 0:7 (0:3)                   | IFK Jakobstad                       | Tellushalli                      |
| 3. Februar 2013                     | Seinäjoen Sisu                   | 2:0 (1:0)                   | Gamlakarleby BK II                  | Wallsport Areena                 |
| 7. Bezirk – Keski-Suomi & Itä-Suomi |                                  |                             |                                     |                                  |
| 20. Januar 2013                     | Toivalan Urheilijat              | 0:6 (0:1)                   | SC Kufu-98                          | Kuopio-halli                     |
| 26. Februar 2013                    | Konneveden Urheilijat            | 1:5 (1:1)                   | Joensuun Palloseura                 | Piispala, Kannonkoski            |

## 2. Runde
| Datum                                                                      |                              | Ergebnis                    | !Ort                     |                                  |
| 1. Bezirk – Helsinki                                                       | 1. Bezirk – Helsinki         | 1. Bezirk – Helsinki        | 1. Bezirk – Helsinki     | 1. Bezirk – Helsinki             |
| -------------------------------------------------------------------------- | ---------------------------- | --------------------------- | ------------------------ | -------------------------------- |
| 9. Februar 2013                                                            | IF Gnistan/2                 | 2:3 (0:1)                   | FC Kiffen 08             | Töölön pallokenttä 6, Helsinki   |
| 16. Februar 2013                                                           | Töölön Taisto                | 5:2 (2:1)                   | IF Gnistan/Ogeli         | Talin jalkapallohalli, Helsinki  |
| 16. Februar 2013                                                           | Helsingin Palloseura/2       | 0:1 (0:1)                   | Pallo-Pojat/Akatemia     | Talin jalkapallohalli, Helsinki  |
| 10. Februar 2013                                                           | FC Spede                     | 0:0 n. V. (4:5 i. E.)       | JFC Helsinki             | Talin jalkapallohalli, Helsinki  |
| 9. Februar 2013                                                            | Pallo-Pojat                  | 0:6 (0:2)                   | Helsingin Palloseura     | Talin jalkapallohalli, Helsinki  |
| 27. Januar 2013                                                            | Colo-Colo                    | 1:3 (0:2)                   | Helsingfors IFK/3        | Talin jalkapallohalli, Helsinki  |
| 16. Februar 2013                                                           | Töölön Vesa                  | 1:4 (0:1)                   | FC Kontu                 | Talin jalkapallohalli, Helsinki  |
| 2. Februar 2013                                                            | FC Hieho                     | 1:2 (0:1)                   | SAPA M1                  | Töölön pallokenttä 6, Helsinki   |
| 9. Februar 2013                                                            | Helsingfors IFK/4            | 2:4 (2:3)                   | Pajamäen Pallo-Veikot    | Talin jalkapallohalli, Helsinki  |
| 17. Februar 2013                                                           | FC POHU/Simpsons             | 0:11 (0:6)                  | FC Viikingit/2           | Töölön pallokenttä 6, Helsinki   |
| 16. Februar 2013                                                           | KPR                          | 0:13 (0:9)                  | Helsingfors IFK/2        | Talin jalkapallohalli, Helsinki  |
| 3. Februar 2013                                                            | Malmin Ponnistajat           | 4:0 (2:0)                   | HJK-j/Laajasalo          | Töölön pallokenttä 6, Helsinki   |
| 17. Februar 2013                                                           | Ponnistajat/2                | 0:3 (0:0)                   | Herttoniemen Toverit     | Talin jalkapallohalli, Helsinki  |
| 2. Bezirk – Uusimaa                                                        |                              |                             |                          |                                  |
| 8. Februar 2013                                                            | IF Sibbo-Vargarna            | 3:5 (0:3)                   | Hyvinkään Palloseura     | Söderkullan tekonurmi            |
| 10. Februar 2013                                                           | I-HK OMV                     | 1:1 n. V. (10:9 i. E.)      | SexyPöxyt                | Laaksolahden halli, Espoo        |
| 15. Februar 2013                                                           | Esbo BK                      | 2:0 (1:0)                   | Riihimäen Palloseura     | Laaksolahden halli, Espoo        |
| 3. Februar 2013                                                            | Orimattilan Pedot            | 2:2 n. V. (5:2 i. E.)       | Lahden Reipas            | Pajulahden halli                 |
| 12. Februar 2013                                                           | Riipilän Raketti             | 1:3 (0:1)                   | Tuusulan Palloseura      | ISS Stadion, Vantaa              |
| 28. Februar 2013                                                           | Nummelan Palloseura          | 1:1 n. V. (1:1) (5:6 i. E.) | FC Espoo                 | Ratapuisto, Vihti                |
| 3. Bezirk – Kaakko                                                         |                              |                             |                          |                                  |
| 15. Februar 2013                                                           | Purha/2                      | 4:3                         | Valkealan Kajo           | Lehtomäki, Kouvola               |
| 9. Februar 2013                                                            | Haminan Pallo-Kissat         | 1:2 (1:1)                   | PaPe                     | Sami Hyypiä Areena, Kuusankoski  |
| 8. Februar 2013                                                            | Popinniemen Ponnistus        | 1:6 (0:4)                   | FC Peltirumpu            | Sami Hyypiä Areena, Kuusankoski  |
| 4. Bezirk – Tampere                                                        |                              |                             |                          |                                  |
| 14. Februar 2013                                                           | Tervakosken Pato             | 2:1 (0:0)                   | Jags                     | Säästöpankki-areena, Hämeenlinna |
| 12. Februar 2013                                                           | Tampere Unitedin kannattajat | 0:1 (0:0)                   | Valkeakosken Koskenpojat | Pirkkahalli, Tampere             |
| 10. Februar 2013                                                           | ParVi/1                      | 1:3 (1:0)                   | Nekalan Pallo            | Säästöpankki-areena, Hämeenlinna |
| 5. Bezirk – Turku & Satakunta                                              |                              |                             |                          |                                  |
| 9. Februar 2013                                                            | Mynämäen Pallo -53           | 4:1 (1:1)                   | VG-62 Naantali           | Karvetin tekonurmi, Naantali     |
| 9. Februar 2013                                                            | FC Rauma                     | 0:4                         | FC Boda                  | Talviharjoitteluhalli, Rauma     |
| 6. Bezirk – Keski-Pohjanmaa, Vaasa, Keski-Suomi, Itä-Suomi & Pohjois-Suomi |                              |                             |                          |                                  |
| 16. Februar 2013                                                           | Black Islanders              | 1:1 n. V. (3:5 i. E.)       | Äänekosken Huima         |                                  |
| 10. Februar 2013                                                           | SC KuFu-98                   | 3:0 (1:0)                   | Joensuun Palloseura      | Kuopio-halli, Kuopio             |
| 17. Februar 2013                                                           | Ajax Sarkkiranta             | 0:3 (0:0)                   | Jakobstads BK            | Arina-areena, Oulu               |
| 16. Februar 2013                                                           | FC Muurola                   | 5:1 (2:0)                   | Spartak Kajaani          | Ounashalli                       |
| 10. Februar 2013                                                           | Seinäjoen Sisu               | 2:2 n. V. (1:0) (4:5 i. E.) | IFK Jakobstad            | Wallsport Areena, Seinäjoki      |
| 3. Februar 2013                                                            | SC Riverball                 | 2:0 (1:0)                   | Kajaanin Haka            | Joensuu Areena, Joensuu          |

## 3. Runde
| Datum                                                                  |                                | Ergebnis                       | !Ort                           |                                     |
| 1. Bezirk – Helsinki & Uusimaa                                         | 1. Bezirk – Helsinki & Uusimaa | 1. Bezirk – Helsinki & Uusimaa | 1. Bezirk – Helsinki & Uusimaa | 1. Bezirk – Helsinki & Uusimaa      |
| ---------------------------------------------------------------------- | ------------------------------ | ------------------------------ | ------------------------------ | ----------------------------------- |
| 3. März 2013                                                           | Pajamäen Pallo-Veikot          | 1:3 n. V. (1:1)                | Bollklubben-46                 | Talin jalkapallohalli, Helsinki     |
| 23. Februar 2013                                                       | FC Kontu                       | 4:2 n. V. (2:2)                | Esbo BK                        | Talin jalkapallohalli, Helsinki     |
| 10. März 2013                                                          | Helsingfors IFK/3              | 0:9                            | Pallohonka                     | Töölön pallokenttä Sahara, Helsinki |
| 9. März 2013                                                           | Itä-Hakkilan Kilpa OMV         | 0:4                            | Käpylän Pallo                  | ISS Stadion, Vantaa                 |
| 5. März 2013                                                           | Tuusulan Palloseura            | 0:4 (0:3)                      | PK Keski-Uusimaa               | Tuusulan tekonurmi, Tuusula         |
| 3. März 2013                                                           | Orimattilan Pedot              | 0:1                            | Atlantis FC                    | Pajulahden tekonurmi                |
| 23. Februar 2013                                                       | Töölön Taisto                  | 0:1                            | Ekenäs Idrottsförening         | Talin jalkapallohalli, Helsinki     |
| 28. Februar 2013                                                       | JFC Helsinki                   | 0:6                            | IF Gnistan                     | Fair Pay Areena, Helsinki           |
| 10. März 2013                                                          | Palo-Pojat/Akatemia            | 0:7                            | Klubi-04                       | Talin jalkapallohalli, Helsinki     |
| 2. März 2013                                                           | Malmin Ponnistajat             | 0:4                            | Etelä-Espoon Pallo             | Talin jalkapallohalli, Helsinki     |
| 1. März 2013                                                           | PK-35 Vantaa                   | 6:0                            | Herttoniemen Toverit           | ISS Stadion, Vantaa                 |
| 9. März 2013                                                           | FC Viikingit/2                 | 4:2 n. V. (2:2)                | Järvenpään Palloseura          | Söderkullan tekonurmi, Sipoo        |
| 10. März 2013                                                          | Helsingin Palloseura           | 1:2                            | FC Futura Porvoo               | Töölön pallokenttä 6, Helsinki      |
| 13. März 2013                                                          | Hyvinkään Palloseura           | 0:1                            | FC Kiffen 08                   | Villa Park, Hyvinkää                |
| 23. Februar 2013                                                       | SAPA M1                        | 0:4                            | FC Lahti Akatemia              | Talin jalkapallohalli, Helsinki     |
| 9. März 2013                                                           | Helsingfors IFK/2              | 0:6                            | Laajasalon Palloseura          | Talin jalkapallohalli, Helsinki     |
| 7. März 2013                                                           | FC Espoo                       | 0:2 (0:0)                      | Helsingfors IFK                | Laaksolahden tekonurmi, Espoo       |
| 2. Bezirk – Tampere, Turku & Satakunta                                 |                                |                                |                                |                                     |
| 9. März 2013                                                           | Tampereen Pallo-Veikot         | 6:1                            | FC Hämeenlinna                 | Pirkkahalli, Tampere                |
| 2. März 2013                                                           | Mynämäen Pallo -53             | 0:3                            | FC Jazz Pori                   | Urheilukeskuksen tekonurmi, Pori    |
| 9. März 2013                                                           | Nekalan Pallo                  | 2:3 (1:1)                      | Hämeenlinnan Härmä             | Pirkkahalli, Tampere                |
| 9. März 2013                                                           | Valkeakosken Haka              | 2:0 (1:0)                      | Tampereen Ilves                | Sahara, Valkeakoski                 |
| 4. März 2013                                                           | Valkeakosken Koskenpojat       | 2:1                            | Tervakosken Pato               | Sahara, Valkeakoski                 |
| 8. März 2013                                                           | FC Boda Kemiönsaari            | 1:5                            | Pallo-Iirot Rauma              | Kaarinan tekonurmi, Kaarina         |
| 3. März 2013                                                           | Maskun Palloseura              | 2:1                            | Salon Palloilijat              | Karvetin jalkapallonurmi, Naantali  |
| 3. Bezirk – Kaakkois-Suomi & Itä-Suomi                                 |                                |                                |                                |                                     |
| 10. März 2013                                                          | Mikkelin Palloilijat           | 1:2 (0:2)                      | Joensuun Iloiset Peli-Pojat    | Urpolan tekonurmi, Mikkeli          |
| 10. März 2013                                                          | Purha/2                        | 0:5 (0:2)                      | Sudet                          | Lehtomäki, Kouvola                  |
| 8. März 2013                                                           | FC Peltirumpu                  | 0:6                            | Kotkan Työväen Palloilijat     | Sami Hyypiä Areena, Kuusankoski     |
| 11. März 2013                                                          | Voikkaan Pallo-Peikot          | 0:7                            | FC KooTeePee                   | Lehtomäki, Kouvola                  |
| 4. Bezirk – Keski-Pohjanmaa, Vaasa, Keski-Suomi, Pohjoinen & Itä-Suomi |                                |                                |                                |                                     |
| 13. März 2013                                                          | FC Muurola                     | 0:8 (0:3)                      | Tornion Pallo -47              | Keskuskenttä, Rovaniemi             |
| 2. März 2013                                                           | Palloseura Kemi Kings          | 2:1 (1:0)                      | AC Kajaani                     | Heinäpää, Oulu                      |
| 13. März 2013                                                          | Vasa IFK                       | 1:0 (0:0)                      | Seinäjoen Jalkapallokerho      | Botnia-halli, Mustasaari            |
| 2. März 2013                                                           | FC Santa Claus AC              | 1:2 (0:0)                      | PK-37 Iisalmi                  | Ounashalli, Rovaniemi               |
| 3. März 2013                                                           | IFK Jakobstad                  | 1:0                            | Äänekosken Huima               | Tellushalli, Pietarsaari            |
| 23. Februar 2013                                                       | Jakobstads BK                  | 3:0                            | AC Oulu                        | Tellushalli, Pietarsaari            |
| 20. Februar 2013                                                       | Gamlakarleby BK                | 3:0                            | Kokkolan Pallo-Veikot          | Kippari-halli, Kokkola              |
| 24. Februar 2013                                                       | SC KuFu-98                     | 8:0                            | SC Riverball                   | Kuopio-halli, Kuopio                |

## 4. Runde
| Datum                                                                  |                                                | Ergebnis                                       | !Ort                                           |                                                |
| 1. Bezirk – Helsinki, Uusimaa & Kaakkois-Suomi                         | 1. Bezirk – Helsinki, Uusimaa & Kaakkois-Suomi | 1. Bezirk – Helsinki, Uusimaa & Kaakkois-Suomi | 1. Bezirk – Helsinki, Uusimaa & Kaakkois-Suomi | 1. Bezirk – Helsinki, Uusimaa & Kaakkois-Suomi |
| ---------------------------------------------------------------------- | ---------------------------------------------- | ---------------------------------------------- | ---------------------------------------------- | ---------------------------------------------- |
| 27. März 2013                                                          | Helsingfors IFK                                | 1:2 (1:1)                                      | Klubi-04 Helsinki                              | Talin jalkapallohalli, Helsinki                |
| 23. März 2013                                                          | FC Lahti Akatemia                              | 0:1 (0:0)                                      | PK-35 Vantaa                                   | Kisapuisto, Lahti                              |
| 27. März 2013                                                          | IF Gnistan                                     | 1:1 n. V. (2:3 i. E.)                          | Pallohonka                                     | Fair Pay Areena, Helsinki                      |
| 23. März 2013                                                          | Atlantis FC                                    | 3:4 n. V. (3:3)                                | Bollklubben-46                                 | Töölön pallokenttä 6, Helsinki                 |
| 3. April 2013                                                          | FC Futura Porvoo                               | 1:5 (1:1)                                      | FC Honka Espoo                                 | Tapiolan urheilupuisto, Espoo                  |
| 1. April 2013                                                          | Etelä-Espoon Pallo                             | 0:2 (0:2)                                      | IFK Mariehamn                                  | Matinkylän uusi tekonurmi, Espoo               |
| 3. April 2013                                                          | Kotkan Työväen Palloilijat                     | 2:0 (2:0)                                      | Sudet Kouvola                                  | Kymeenlaakson Sähkö Stadion                    |
| 24. März 2013                                                          | FC Kiffen 08                                   | 2:3 (0:1)                                      | Käpylän Pallo                                  | Talin jalkapallohalli, Helsinki                |
| 16. März 2013                                                          | FC Kontu                                       | 0:3 (0:1)                                      | FC KooTeePee                                   | Talin jalkapallohalli, Helsinki                |
| 23. März 2013                                                          | Laajasalon Palloseura                          | 3:1                                            | Ekenäs Idrottsförening                         | Talin jalkapallohalli, Helsinki                |
| 3. April 2013                                                          | FC Viikingit/2                                 | 1:0 (1:0)                                      | PK Keski-Uusimaa                               | Kalevan urheilupuisto, Kerava                  |
| 2. Bezirk – Tampere, Turku & Satakunta                                 |                                                |                                                |                                                |                                                |
| 25. März 2013                                                          | Valkeakosken Koskenpojat                       | 0:9 (0:3)                                      | FC Inter Turku                                 | Sahara, Valkeakoski                            |
| 23. März 2013                                                          | Tampereen Pallo-Veikot                         | 2:0 (1:0)                                      | Pallo-Iirot Rauma                              | Pirkkahalli, Tampere                           |
| 22. März 2013                                                          | Hämeenlinnan Härmä                             | 0:7 (0:1)                                      | FC Jazz Pori                                   | Säästöpankkiareena                             |
| 17. März 2013                                                          | Maskun Palloseura                              | 0:4 (0:3)                                      | Valkeakosken Haka                              | Karvetin tekonurmi, Naantali                   |
| 3. Bezirk – Keski-Pohjanmaa, Vaasa, Keski-Suomi, Pohjoinen & Itä-Suomi |                                                |                                                |                                                |                                                |
| 24. März 2013                                                          | IFK Jakobstad                                  | 0:8 (0:2)                                      | Gamlakarleby BK                                | Tellushalli, Pietarsaari                       |
| 16. März 2013                                                          | SC KuFu-98                                     | 1:4 (0:2)                                      | Tornion Pallo -47                              | Kuopio-halli, Kuopio                           |
| 28. März 2013                                                          | Vasa IFK                                       | 0:2                                            | Vaasan Palloseura                              | Botniahalli                                    |
| 1. April 2013                                                          | PK-37 Iisalmi                                  | 0:2 (0:2)                                      | Joensuun Iloiset Peli-Pojat                    | Savon Sanomat Areena, Kuopio                   |
| 23. März 2013                                                          | Jakobstads BK                                  | 1:2 n. V. (0:0)                                | Palloseura Kemi Kings                          | Tellushalli, Pietarsaari                       |

## 5. Runde
| Datum          |                            | Ergebnis              | !Ort                                                      |
| -------------- | -------------------------- | --------------------- | --------------------------------------------------------- |
| 5. April 2013  | Helsingin Jalkapalloklubi  | 2:1 (1:1)             | FF Jaro Jakobstad \|\|Talin jalkapallohalli, Helsinki     |
| 6. April 2013  | Laajasalon Palloseura      | 1:1 n. V. (6:7 i. E.) | Joensuun Iloiset Peli-Pojat \|\|Fair Pay Areena, Helsinki |
| 6. April 2013  | Rovaniemen Palloseura      | 2:2 n. V. (7:5 i. E.) | FC Inter Turku \|\|Keskuskenttä, Rovaniemi                |
| 7. April 2013  | Kotkan Työväen Palloilijat | 0:4 (0:1)             | IFK Mariehamn \|\|Saviniemen jalkapallostadion, Kouvola   |
| 9. April 2013  | PK-35 Vantaa               | 1:2                   | Vaasan Palloseura \|\|ISS Stadion, Vantaa                 |
| 9. April 2013  | Myllykosken Pallo -47      | 0:1                   | FC Honka Espoo \|\|Saviniemen jalkapallostadion, Kouvola  |
| 10. April 2013 | FC Viikingit 2             | 0:1 (0:0)             | FC Jazz Pori \|\|Kartanon tekonurmi, Helsinki             |
| 13. April 2013 | Tornion Pallo-47           | 2:4                   | Tampereen Pallo-Veikot \|\|Jungon kenttä, Kemi            |
| 13. April 2013 | Palloseura Kemi Kings      | 3:0 (1:0)             | Gamlakarleby BK \|\|Jungon kenttä, Kemi                   |
| 17. April 2013 | FC KooTeePee               | 2:1 (1:0)             | Pallohonka \|\|Karhulan keskuskenttä, Kotka               |
| 17. April 2013 | Valkeakosken Haka          | 4:0 (1:0)             | Käpylän Pallo \|\|Sahara, Valkeakoski                     |
| 17. April 2013 | Klubi-04 Helsinki          | 0:1 (0:0)             | Bollklubben-46 \|\|Sonera Stadium, Helsinki               |

## 6. Runde
| Datum          |                        | Ergebnis              | !Ort                                                             |
| -------------- | ---------------------- | --------------------- | ---------------------------------------------------------------- |
| 24. April 2013 | Palloseura Kemi Kings  | 0:2 (0:0)             | Vaasan Palloseura \|\|Karihaaran tekonurmi, Kemi                 |
| 24. April 2013 | Tampereen Pallo-Veikot | 1:3 (1:2)             | Valkeakosken Haka \|\|Pyynikin tekonurmi, Tampere                |
| 25. April 2013 | Bollklubben-46         | 0:0 n. V. (1:4 i. E.) | Jyväskylän Jalkapalloklubi \|\|Karjaan tekonurmi, Raasepori      |
| 25. April 2013 | Turun Palloseura       | 2:3 n. V. (2:2, 0:1)  | IFK Mariehamn \|\|Urheilupuiston yläkenttä, Turku                |
| 25. April 2013 | FC Jazz Pori           | 1:0 (1:0)             | Joensuun Iloiset Peli-Pojat \|\|Urheilukeskuksen tekonurmi, Pori |
| 25. April 2013 | FC KooTeePee           | 0:1 (0:0)             | FC Honka Espoo \|\|Karhulan tekonurmi, Kotka                     |
| 25. April 2013 | FC Lahti               | 1:2 (0:1)             | Kuopion Palloseura \|\|Kisapuiston tekonurmi, Lahti              |
| 25. April 2013 | Rovaniemen Palloseura  | 1:0 (0:0)             | Helsingin Jalkapalloklubi \|\|Urheilupuiston yläkenttä, Turku    |

## Viertelfinale
| Datum        |                   | Ergebnis             | !Ort                                                                |
| ------------ | ----------------- | -------------------- | ------------------------------------------------------------------- |
| 20. Mai 2013 | FC Jazz Pori      | 0:3 (0:2)            | Rovaniemen Palloseura \|\|Porin stadion, Pori                       |
| 20. Mai 2013 | FC Honka Espoo    | 1:2 (0:0)            | IFK Mariehamn \|\|Tapiolan urheilupuisto, Espoo                     |
| 20. Mai 2013 | Vaasan Palloseura | 0:2 (0:0)            | Jyväskylän Jalkapalloklubi \|\|Hietalahden jalkapallostadion, Vaasa |
| 20. Mai 2013 | Valkeakosken Haka | 1:2 n. V. (1:1, 0:0) | Kuopion Palloseura \|\|Tehtaan kenttä, Valkeakoski                  |

## Halbfinale
| Datum           |                            | Ergebnis  | !Ort                                                 |
| --------------- | -------------------------- | --------- | ---------------------------------------------------- |
| 17. August 2013 | Rovaniemen Palloseura      | 4:0 (0:0) | IFK Mariehamn \|\|Rovaniemen keskuskenttä, Rovaniemi |
| 17. August 2013 | Jyväskylän Jalkapalloklubi | 0:1 (0:0) | Kuopion Palloseura \|\|Harjun stadion, Jyväskylä     |

## Finale
| Rovaniemen Palloseura                           | Rovaniemen Palloseura | Kuopion Palloseura | Kuopion Palloseura |
| ----------------------------------------------- | --- | --- | ------------------ |
| Rovaniemen Palloseura                           | \| 28. September 2013 in Helsinki (Sonera Stadium) \| \| Ergebnis: 2:1 (0:0) \| \| Zuschauer: 4.032 \| \| Schiedsrichter: Antti Munukka \| | \| 28. September 2013 in Helsinki (Sonera Stadium) \| \| Ergebnis: 2:1 (0:0) \| \| Zuschauer: 4.032 \| \| Schiedsrichter: Antti Munukka \|                                                                                       | Kuopion Palloseura |
| Rovaniemen Palloseura                           | Oskari Forsman – Antti Okkonen, Alison Ndukaku, Tuomo Könönen, Mika Lahtinen – Nicolas Otaru, Aleksandr Kokko (82. Albin Granlund), Emenike Mbachu, Antti Peura (85. Ataulla Guerra) – Faith Obilor, Victor Turcios (71. Akeem Priestley) Cheftrainer: Kari Virtanen | Mika Hilander – Antti Hynynen, Dudu, Ats Purje (84. Jerry Voutilainen), Aleksi Paananen – Omar Colley, Dawda Bah (90. Saku Savolainen), Juha Hakola, Ilja Venäläinen – Tyler Ruthven, Tuomas Rannankari Cheftrainer: Esa Pekonen | Kuopion Palloseura |
| Rovaniemen Palloseura                           | 1:0 Aleksandr Kokko (78., Elfmeter) 2:0 Aleksandr Kokko (79.) | 2:1 Jerry Voutilainen (90.+2') | Kuopion Palloseura |
| 28. September 2013 in Helsinki (Sonera Stadium) | | |                    |
| Ergebnis: 2:1 (0:0)                             | | |                    |
| Zuschauer: 4.032                                | | |                    |
| Schiedsrichter: Antti Munukka                   | | |                    |